# María Corina Machadová
María Corina Machadová Pariscaová (* 7. října 1967 Caracas, Venezuela) je venezuelská politička, který byla v letech 2011 až 2014 členkou Národního shromáždění Venezuely.
Machadová byla kandidátkou na prezidentku Venezuely ve volbách v roce 2012, ale prohrála v opozičních primárkách s Henriquem Caprilesem. Během protestů v roce 2014 byla jednou z hlavních postav protestů proti vládě Nicoláse Madura. V roce 2019 během prezidentské krize plánovala druhou prezidentskou kandidaturu, pokud sporný prozatímní prezident Juan Guaidó úspěšně vyhlásí volby, k čemuž nedošlo.
Byla prezidentskou kandidátkou za Vente Venezuela. Dne 30. června 2023 jí však generální kontrolor udělil 15letý zákaz zastávat veřejný úřad.
V roce 2018 byla Machadová zařazena do žebříčku BBC 100 women.

## Život
Machadová se narodila jako nejstarší ze čtyř sester. Je dcerou Henrique Machada Zuloaga, významného obchodníka s ocelí, a psycholožky Coriny Parisca. 
Machadová vystudovala průmyslové inženýrství na Katolické univerzitě Andrése Bella a získala rovněž magisterský titul v oboru financí na obchodní škole Instituto de Estudios Superiores de Administración (IESA) v Caracasu.
V roce 1992 Machadová, která je matkou tří dětí, založila Nadaci Atenea (šp. Fundación Atenea), která pečuje o osiřelé a delikventní děti z ulic Caracasu. Pracovala v automobilovém průmyslu ve venezuelské Valencii, v roce 1993 se přestěhovala do Caracasu.

## Protesty v roce 2014
Machadová byla jedním z vůdců opozičních demonstrací proti prezidentu Nicolási Madurovi při venezuelských protestech v roce 2014.

## Kandidatura na prezidentku
Machadová byla kandidátkou na prezidentku Venezuely ve volbách v roce 2012, ale prohrála v opozičních primárkách s Henriquem Caprilesem. V roce 2023 v opozičních primárkách zvítězila s více než 92 % hlasů. Poté, co jí režim na 15 let zakázal ucházet se o prezidentskou funkci, se stal kandidátem opozice v prezidentských volbách v roce 2024 diplomat Edmundo González Urrutia.
González podle opozice volby vyhrál, státní volební rada ale prohlásila za vítěze Madura. González pak odjel do španělského exilu, Machadová se od léta 2024 skrývá. Podle režimu se mj. dopustila trestných činů terorismu, vandalismu a volebního podvodu.

## Politické názory
María Corina Machadová je odpůrkyní chavismu a často vede spory s umírněnější venezuelskou opozicí. Je zastánkyní privatizace státních subjektů ve Venezuele, včetně ropné společnosti PDVSA.
Podpořila mezinárodní sankce proti Venezuele a vyslovila se pro zahraniční intervenci v zemi, protože nevěří, že Maduro může být odstraněn demokraticky.